# Petr Zajíc
Petr Zajíc (* 24. května 1972) je bývalý český politik, v 90. letech 20. století poslanec Poslanecké sněmovny za formaci Sdružení pro republiku - Republikánská strana Československa.

## Biografie
V roce 1996 se profiloval jako stínový ministr zemědělství SPR-RSČ. Jako takového ho Miroslav Sládek přivedl s sebou do televizní debaty na stanici Nova v březnu 1996. Přes výzvy štábu odmítal Zajíc opustit studio a vysílání se kvůli tomu zpozdilo. Byl předsedou stranické zemědělské komise. Byl zetěm Miroslava Sládka a jeho významná pozice ve straně vedla již roku 1996 některé členy SPR-RSČ k úvahám o odchodu ze strany. Jeho manželkou byla poslanecká a stranická kolegyně Blanka Zajícová, nevlastní dcera Miroslava Sládka.
Ve volbách v roce 1996 byl zvolen do poslanecké sněmovny za SPR-RSČ (volební obvod Středočeský kraj). Zasedal v sněmovním zemědělském výboru. V parlamentu setrval do voleb v roce 1998.